# العروض (فرع العدين)

تعديل مصدري - تعديل

العروض محلة تابعة لقرية الشرف، التابعة لعزلة بني يوسف بمديرية فرع العدين إحدى مديريات محافظة إب في الجمهورية اليمنية، بلغ تعداد سكانها 40 حسب تعداد اليمن لعام 2004.